# Shaft
Shaft, Inc. (有限会社シャフト «Юґен-ґайшя Шяфуто») — японська анімаційна студія, заснована 1 вересня 1975 року Хіроші Вакао. Студія найкраще відома своїм авангардним стилем анімації, відсиланнями до своїх власних творів, зокрема, в їх найвідоміших роботах: Pani Poni Dash!, Maria Holic, Sayonara Zetsubō Sensei, Hidamari Sketch, Mahou Shoujo Madoka Magica та Bakemonogatari.

## Історія
Студія Shaft була заснована 1 вересня 1975 року Хіроші Вакао, колишнім аніматором студії Mushi Production. Спочатку, компанія була створена для малювання анімації, але згодом переключилася на випуск анімації як субпідрядник. Вони змогли випустити свій перший оригінальний твір Yume kara, Samenai (яп. 夢から、さめない, Yume kara, Samenai) у 1987.
У 2000 році, після того, як Shaft об'єдналися з Gainax для випуску OVA серій Gunbuster, вони разом випустили Mahoromatic, Kono Minikuku mo Utsukushii Sekai та He is My Master. Після виходу у відставку Хіроші Вакао у 2004, Міцутоші Кубота став репрезентативним директором Shaft. Вони також зменшили штат художників на користь підсилення команди цифрової графіки. З часів співробітництва з Gainax Shaft зосередили їхні зусилля на адаптаціях відомих манґ та ранобе. І тільки у 2011 році студія випустила свій перший за десятиліття оригінальний твір Mahou Shoujo Madoka Magica.

## Особливості
Починаючи з 2004 року, Акіюкі Шінбо (新房 昭之, Shinbō Akiyuki), Тацуя Ойші (Oishi Tatsuya) та Шін Онума (大沼 心, Ōnuma Shin) брали участь у створенні більшості творів Shaft, першим з яких був Tsukuyomi: Moon Phase.
Студія Shaft також широко відома завдяки використанню декількох різних стилів анімації у одному творі, абстрактних фонів та, перш за все, завдяки використанню характерному «нахилу голови» — у багатьох творах персонажі повертають свою голову під характерним кутом щоб подивитися на когось, озирнутися, або без певної причини.

## Роботи студії

### Аніме-телесеріали
- Juuni Senshi Bakuretsu Eto Ranger (TV, квітень 1995)
- Dotto Koni-chan (TV, листопад 2000)
- Mahoromatic series (спільна робота з Gainax)
  - Mahoromatic: Automatic Maiden (TV, вересень 2001)
  - Mahoromatic: Something More Beautiful (TV, вересень 2002)
  - Mahoromatic: Summer Special (OVA, серпень 2003)
- G-On Riders (TV, липень 2002, спільна робота зі студією TNK)
- Popotan (TV, липень 2003)
- Kono Minikuku mo Utsukushii Sekai (TV, квітень 2004, спільна робота з Gainax)
- Tsukuyomi: Moon Phase (TV, жовтень 2004)
- He is My Master (TV, квітень 2005, joint production with Gainax)
- Pani Poni Dash! (TV, липень 2005)
- Rec (manga)|Rec (TV, лютий 2006)
- Negima! Magister Negi Magi:
  - Negima!? (TV, жовтень 2006)
  - Mahō Sensei Negima! Haru (OVA, жовтень 2006)
  - Mahō Sensei Negima! Natsu (OVA, листопад 2006)
  - Mahō Sensei Negima!: Shiroki Tsubasa Ala Alba (OVA, серпень 2008)
  - Mahō Sensei Negima!: Mou Hitotsu No Sekai (OVA, вересень 2009)
  - Mahō Sensei Negima! Anime Final (Movie, серпень 2011)
- Hidamari Sketch:
  - Hidamari Sketch (TV, січень 2007)
  - Hidamari Sketch Special (TV, жовтень 2007)
  - Hidamari Sketch ×365 (TV, липень 2008)
  - Hidamari Sketch ×365 Special (TV, жовтень 2009)
  - Hidamari Sketch ×Hoshimittsu (TV, січень 2010)
  - Hidamari Sketch ×Hoshimittsu Special (TV, жовтень 2010)
  - Hidamari Sketch x SP (TV, жовтень 2011)
  - Hidamari Sketch x Honeycomb (TV, жовтень 2012)
  - Hidamari Sketch: Sae & Hiro's Graduation Arc (OVA, листопад 2013)
- Sayonara Zetsubō Sensei:
  - Sayonara Zetsubō Sensei (TV, липень 2007)
  - Zoku Sayonara Zetsubō Sensei (TV, січень 2008)
  - Goku Sayonara Zetsubō Sensei (OVA, жовтень 2008)
  - Zan Sayonara Zetsubō Sensei (TV, липень 2009)
  - Zan Sayonara Zetsubō Sensei Bangaichi (OVA, листопад 2009)
- Ef: A Fairy Tale of the Two.:
  - Ef: A Tale of Memories. (TV, жовтень 2007)
  - Ef: A Tale of Melodies. (TV, жовтень 2008)
- Maria Holic:
  - Maria Holic (TV, січень 2009)
  - Maria Holic: Alive (TV, квітень 2011)
- Natsu no Arashi!:
  - Natsu no Arashi! (TV, квітень 2009)
  - Natsu no Arashi! Akinai chū (TV, жовтень 2009)
- Monogatari:
  - Bakemonogatari (TV, липень 2009)
  - Nisemonogatari (TV, січень 2012)
  - Nekomonogatari (Black) (TV, грудень 2012)
  - Monogatari Series Second Season (TV, липень 2013)
  - Hanamonogatari (TV, 2014)
  - Kizumonogatari (Повнометражний фільм)
- Dance in the Vampire Bund (TV, січень 2010)
- Arakawa Under the Bridge:
  - Arakawa Under the Bridge (TV, квітень 2010)
  - Arakawa Under the Bridge x Bridge (TV, жовтень 2010)
- Soredemo Machi wa Mawatteiru (TV, жовтень 2010)
- Puella Magi Madoka Magica:
  - Puella Magi Madoka Magica (TV, січень 2011)
  - Puella Magi Madoka Magica the Movie Part I: The Beginning Story (Повнометражний фільм, жовтень 2012)
  - Puella Magi Madoka Magica the Movie Part II: The Eternal Story (Повнометражний фільм, жовтень 2012)
  - Puella Magi Madoka Magica the Movie Part III: Rebellion (Повнометражний фільм, жовтень 2013)
- Denpa Onna to Seishun Otoko (TV, квітень 2011)
- Sasami-san@Ganbaranai (TV, січень 2013[1])
- Nisekoi (TV, січень 2014)
- Mekakucity Actors (TV, квітень 2014[2])

### Інші роботи
- Yume kara, Samenai (OVA, 1987)
- Arcade Gamer Fubuki (OVA, 2002)
- Kino no Tabi: Byouki no Kuni -For You- (Повнометражний фільм, 2007)
- Shina Dark (Музичний кліп DVD, 2008)
- Katte ni Kaizō (OVA, травень 2011 — жовтень 2011)
- Kid Icarus: Uprising -Palutena's Revolting Dinner- (ONA, березень 2012)
- Magical Suite Prism Nana (2012—2013)[3][4]
- Fate/Extra CCC (Animation Opening Movie, січень 2013)
- Fireworks (фільм, 2017) (повнометражний фільм, 2017)